# Campionati mondiali di tiro a volo 1933
I campionati mondiali di tiro 1933 furono la seconda edizione dei campionati mondiali di questo sport e si disputarono a Vienna. La nazione più medagliata fu l'Ungheria.

## Risultati

### Uomini

#### Fossa olimpica
| Evento      | Oro                                                           | Oro       | Argento   | Argento   | Bronzo      | Bronzo    |
| Evento      | Atleta                                                        | Risultato | Atleta    | Risultato | Atleta      | Risultato |
| Individuale | Sándor Lumniczer                                              | 298       | Pal Dora  | 295       | Sándor Dora | 295       |
| A squadre   | Ungheria Sándor Dora Pal Dora Sándor Lumniczer Andras Montagh | ?         | Danimarca | ?         | Austria     | ?         |

## Medagliere
Nazione ospitante
| Posiz. | Nazione   | Oro | Argento | Bronzo | Totale |
| ------ | --------- | --- | ------- | ------ | ------ |
| 1      | Ungheria  | 2   | 1       | 1      | 4      |
| 2      | Danimarca | 0   | 1       | 0      | 1      |
| 3      | Austria   | 0   | 0       | 1      | 1      |